# Wākea
Wākea oder Ākea ist in der hawaiischen Mythologie der Himmelsvater. Er ist mit Papahānaumoku (kurz: Papa), der Erdmutter verheiratet. Sie sind gleichzeitig auch die mythischen Ahnen aller Menschen von Hawaii. Der Mauna Kea ist mit seinem vollständigen Namen Mauna a Wākea als dem  Wākea gewidmet erkennbar.

## Legenden
Papa und Wākea haben eine Tochter mit Namen Hoʻohõkūkalani. Sie ist wunderschön und Wākea verliebt sich in sie. Durch das Erlassen von Kapus (Tabus) zur Geschlechtertrennung, gelingt es ihm, Papa zu hintergehen. Nach erfolgtem Inzest mit Hoʻohõkūkalani, wird zuerst der Sohn Hāloa-naka tot geboren. Der Leichnam wird begraben und daraus entsteht die Pflanze Kalo bzw. Taro (Wasserbrotwurzel), die zum Grundnahrungsmittel in Hawaii wird. Als zweites Kind des Inzests kommt Hāloa zur Welt, der erste Hawaiier.
Die Beziehung zwischen Hāloa-naka und Hāloa symbolisiert das Gleichgewicht zwischen Natur und Mensch, zwischen Land und Leuten. Hāloa-naka ist als älteres Geschwisterkind für das Wohlergehen seines jüngeren Bruders verantwortlich. Hāloa als jüngerer wiederum muss seinen älteren Bruder mit großem Respekt behandeln.